# Emu Bay (ort)
Emu Bay är en ort i Australien. Den ligger i kommunen Kangaroo Island och delstaten South Australia, omkring 120 kilometer sydväst om delstatshuvudstaden Adelaide. Antalet invånare är 390. Den ligger på ön Kangaroo Island.
Trakten runt Emu Bay är nära nog obefolkad, med mindre än två invånare per kvadratkilometer.. Närmaste större samhälle är Kingscote, omkring 14 kilometer sydost om Emu Bay. 

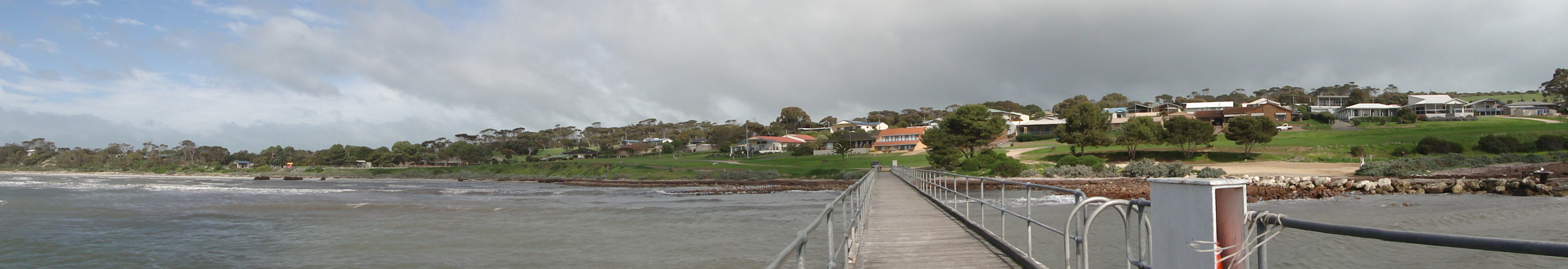

Trakten runt Emu Bay består till största delen av jordbruksmark. Genomsnittlig årsnederbörd är 753 millimeter. Den regnigaste månaden är juni, med i genomsnitt 143 mm nederbörd, och den torraste är januari, med 21 mm nederbörd.